# Лело бурти
Лело или лело бурти (груз. ლელო ბურთი, буквально «полевой мяч») — грузинский народный вид спорта, командная игра с мячом, очень напоминающая традиционный регби. В грузинской регбийной терминологии слово «лело» означает «попытка» (успешное приземление мяча на территории ворот соперника), что вылилось в традиционную речёвку фанатов «Лело, лело, Сакартвело» (Попытка, попытка, Грузия). В 2014 году лело бурти и боевое искусство хридоли были включены в грузинские нематериальные памятники культуры.
Упоминание об этой игре встречается в грузинской поэме «Витязь в тигровой шкуре» XII века; особенно популярен вид спорта в провинции Гурия на западе страны, а также в Аджарии, Самегрело и Кутаиси. В связи с тем, что лело бурти признан национальным видом спорта, грузины считают, что именно он позволил им создать одну из ведущих команд мира, которая носит прозвище «лело» в честь игры.

## Правила игры

### История правил
Правила лело отличались от правил классического регби. Первоначально выбиралось поле, которое называлось «лело»: чаще между двумя ручьями. Команды могли состоять из нескольких десятков или даже сотен человек без ограничений по возрасту. Известны случаи, когда матчи проводились с участием 2000 человек.
В центре поля подбрасывали мяч (масса доходила до 16 кг), и тот, кто ловил, старался прорвать ряды противника. Целью было занести мяч на половину противника и донести до определённого участка: например, бросить его в реку. Иногда поле могло быть разделено посередине ещё одним ручьём. Мяч можно было передавать вперёд руками или ногами, иногда игра проходила на конях (в одном матче было сразу 500 конных игроков).
Считалось, что победители гарантировали себе отличный урожай. Игра была травмоопасной, в лело разрешалось практически всё (кроме умышленного травмирования), даже были нередкими случаи смертей.

### Официальные правила
В Грузинской ССР проводились официальные соревнования по лело с жёсткими правилами, и эти правила действуют и по сей день. Поле имеет параметры 90 — 135 м в длину и 60 — 90 м в ширину. Мяч круглый и изготавливается из кожи, набитый травой, конским волосом или овечьей шерстью. Масса мяча достигает 2,5 кг, длина его окружности составляет 85 — 90 см. В команде по 15 человек. В отличие от регби, разрешён пас вперёд и можно выбивать мяч из рук противника, но нельзя атаковать игроков без мяча, ставить подножки, толкать противника или прыгать на него. Цель — занести мяч в ворота под названием «мак». Игрокам можно держать мяч не более 5 секунд перед пасом. Игра состоит из двух таймов по 30 минут и перерывом на 10 минут.

### Пасхальная игра
В Ланчхутском районе в Западной Грузии в селе Шухути на Пасху регулярно проводится матч по лело бурти между командами верхней и нижней части села. По одной версии, обычай существует с XVIII века, по другой — с лета 1855 года, когда отряд из села Шухути численностью 2 тысячи человек при помощи 500 русских солдат одержал победу над турецкой армией Хасан-бега Тавдгиридзе. В матче принимают участие практически всегда мужчины, хотя есть исключения, когда играют и женщины
Мяч для игры шьют сами сельчане, он весит 16 кг и хранится всегда в храме. Перед матчем священник проводит службу в храме и благословляет мяч, наполняя его красным вином, мокрой землёй, песком, шерстью и опилками. Благословив мяч, священник обращается к участникам с призывом помнить о здоровье игроков и стараться не нанести им травму. Игроки выпивают сами красное вино, а священник подбрасывает мяч в воздух. Далее звучит выстрел из ружья, и начинается игра (всегда в 5 часов). Победу в матче одерживает та команда, которая перейдёт с мячом реку, которая течёт посреди села, и положит мяч на другом берегу (у моста, перекинутого через реку).
После завершения игры все участники отправляются за праздничный стол и вместе отмечают наступление Пасхи, а победители обходят село, принимая поздравление. Мяч после игры относят на кладбище и зарывают на могиле последнего скончавшегося в селе жителя в Шухутском кладбище, отдавая дань уважения предкам.

### На русском
- Галицкий А., Переплетчиков Л. Путешествие в страну игр. — М.: Физкультура и спорт, 1971.
- Лукашин Ю.С. Я учусь играть в футбол: Энциклопедия юного футболиста. — М.: Лабиринт пресс, 2004.

### На английском
- Huw Richards. A Game for Hooligans: The History of Rugby Union. — Edinburgh: Mainstream Publishing, 2007. — ISBN 978-1-84596-255-5.
- Victor Louis, Jennifer Louis. Sport in the Soviet Union. — Oxford Pergamon, 1980. — ISBN 0-08-024506-4.
- Richard Bath. The Complete Book of Rugby. — Seven Oaks Ltd, 1997. — ISBN 1-86200-013-1.